# Ludwig von Born

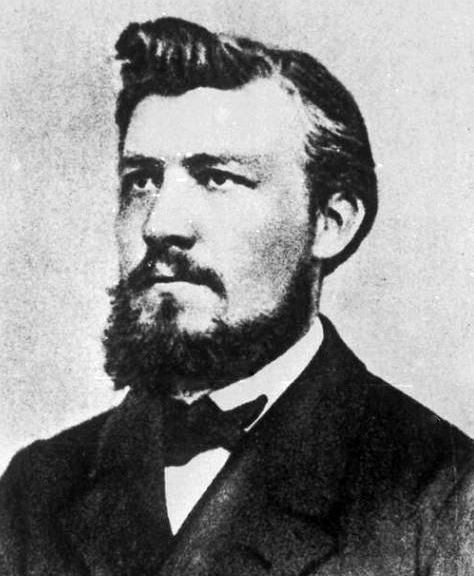
Ludwig von Born

Ludwig von Born (* 1. Januar 1832 in Lünen; † 9. März 1899 in Essen; vollständiger Name: Friedrich Johann Ludwig Arnold von Born) war ein deutscher Bankier und Unternehmer.

## Leben und Wirken
Ludwig von Born war der Sohn eines Lünener Kaufmanns und heiratete Christiane Marianne Amalie geb. Lührmann (* 8. Juli 1834 in Essen; † 21. Januar 1928), eine Tochter von Eduard Lührmann und Schwester des Stifters Edmund Lührmann. Mit ihr hatte er sechs Kinder.
Er gründete 1864 im Haus seines Schwiegervaters an der Akazienallee in Essen das Bankhaus von Born. Ein Jahr später zog er damit in einen Neubau an der Ecke Kettwiger Straße / Lindenallee. Es bestanden enge geschäftliche Beziehungen zum Unternehmer Friedrich Grillo, dessen Ehefrau Wilhelmine (1829–1904) von Borns Cousine war.
Am 4. April 1871 gründete von Born mit Friedrich Grillo und drei weiteren Essener Unternehmern die Gewerkschaft der Zeche Minister Stein in Dortmund, benannt nach dem preußischen Staatsmann Karl Freiherr vom Stein.
Wenig später gründete von Born am 18. September 1871 zusammen mit Friedrich Grillo und Wilhelm Hagedorn die Gewerkschaft der Zeche Unser Fritz in Herne, deren erstem Grubenvorstand von Born angehörte.
1872 wurde das Bankhaus Ludwig von Born, das bereits als blühend und renommiert bezeichnet worden war, unter Grillos Einfluss in eine Aktiengesellschaft umgewandelt. Im Zusammenschluss mit anderen kleinen Privatbanken ging daraus die Essener Credit-Anstalt hervor, die 1925 ihrerseits in der Deutsche Bank AG aufging. Ludwig von Born wurde zum Verwaltungsratsvorsitzenden und Friedrich Grillo zu seinem Stellvertreter gewählt. Jedoch wurde von Born nach kurzer Zeit zum Direktor der Bank bestellt, so dass das Mandat des Verwaltungsratsvorsitzenden ruhen musste und Grillo dieses faktisch übernahm. Das Amt des Bankdirektors bekleidete von Born bis 1877.
Von Born war zudem Vorstands- und Aufsichtsratsmitglied mehrerer Gewerkschaften und Gesellschaften, darunter der Bergbaugesellschaft Neu-Essen. Auch dem Vorstand der Gewerkschaft Monopol gehörte Ludwig von Born neben Friedrich Grillo und fünf weiteren Personen an. Daneben war von Born am 19. Februar 1872 Mitgründer der Actien-Bierbrauerei in Essen an der Ruhr, der späteren Stern-Brauerei.